# Hayate (tàu khu trục Nhật) (1925)
Hayate (tiếng Nhật: 疾風) là một tàu khu trục hạng nhất, thuộc lớp Kamikaze của Hải quân Đế quốc Nhật Bản bao gồm chín chiếc, được chế tạo sau khi Chiến tranh Thế giới thứ nhất kết thúc. Rất hiện đại vào lúc đó, những con tàu này đã phục vụ như những tàu khu trục hàng đầu trong những năm 1930, nhưng được xem là đã lạc hậu vào lúc Chiến tranh Thái Bình Dương nổ ra. Hayate nổi bật vì là tàu chiến Nhật Bản đầu tiên bị mất trong cuộc chiến này, khi bị pháo phòng thủ duyên hải của Thủy quân Lục chiến Mỹ đánh chìm tại đảo Wake ngày 11 tháng 12 năm 1941.

## Thiết kế và chế tạo
Việc chế tạo lớp tàu khu trục cỡ lớn Kamikaze được chấp thuận như một phần của Chương trình phát triển Hạm đội 8-4 trong năm tài chính 1921–1923 dành cho Hải quân Đế quốc Nhật Bản. Thiết kế của chúng là sự tiếp nối của lớp Minekaze trước đó, vốn chia sẻ nhiều đặc tính thiết kế chung. Được chế tạo tại Xưởng đóng tàu Ishikawajima ở Tokyo, Hayate được đặt lườn vào ngày 11 tháng 11 năm 1922, được hạ thủy vào ngày 24 tháng 3 năm 1925 và được đưa ra hoạt động vào ngày 21 tháng 11 năm 1925. Khi đưa vào hoạt động nó chỉ được gọi đơn giản là "Tàu khu trục số 13" (第十三号駆逐艦, Dai-13-Gō Kuchikukan) trước khi được đặt tên Hayate vào ngày 1 tháng 8 năm 1928.

## Lịch sử hoạt động
Như một phần của cuộc tấn công Trân Châu Cảng vào những ngày mở đầu của Chiến tranh Thế giới thứ hai tại Thái Bình Dương, Bộ tham mưu Hải quân Đế quốc Nhật Bản hoạch định việc chiếm đóng đảo Wake đang do các đơn vị Thủy quân Lục chiến Mỹ bảo vệ. Hayate nằm trong thành phần Đội khu trục 6 của Hải đội Khu trục 29 trực thuộc Hạm đội 4 Hải quân Đế quốc Nhật Bản, và được bố trí từ Truk.
Sáng sớm ngày 11 tháng 12 năm 1941, trong cuộc đụng độ mà sau này được đặt tên là Trận chiến đảo Wake, lực lượng Mỹ trú đóng trên đảo đã đẩy lui nỗ lực đổ bộ đầu tiên của lực lượng Nhật Bản, vốn được bảo vệ bởi các tàu tuần dương hạng nhẹ Yubari, Tenryū và Tatsuta cùng Hải đội Khu trục 29 bao gồm các tàu khu trục Yayoi, Mutsuki, Kisaragi, Hayate, Oite và Asanagi; hai tàu khu trục cũ thuộc lớp Momi được cải biến thành các tàu tuần tra Số 32 và Số 33, và hai tàu vạn chuyển binh lính chở theo 450 người thuộc Lực lượng Đổ bộ Hải quân Đặc biệt.
Lực lượng Thủy quân Lục chiến đã khai hỏa vào hạm đội đổ bộ bằng sáu khẩu pháo phòng thủ duyên hải 127 mm (5 inch) vốn được lấy từ các thiết giáp hạm cũ bị tháo dỡ. "Khẩu đội L" do Trung sĩ Henry Bedell chỉ huy trên đảo nhỏ Peale đã thành công trong việc đánh chìm Hayate ở khoảng cách 3.600 m (4000 yard) với ít nhất hai phát đạn pháo bắn trúng trực tiếp vào hầm đạn, khiến nó nổ tung và chìm trong vòng hai phút ở tọa độ 19°10′B 166°22′Đ / 19,167°B 166,367°Đ, và tổn thất toàn bộ thủy thủ đoàn trên tàu với tổng cộng 168 người, dưới sự chứng kiến của những người phòng thủ trên bờ. Tàu tuần dương Yubari cũng bị bắn trúng 11 lần, và máy bay cũng đã đánh chìm tàu khu trục Kisaragi trong trận này. Lực lượng Nhật Bản đã rút lui trước khi tiến hành đổ bộ. Đây là lần thất bại đầu tiên của Nhật Bản trong cuộc chiến tranh, và cũng là lần duy nhất trong Chiến tranh Thế giới thứ hai khi một lực lượng tấn công đổ bộ bị đẩy lui bởi pháo bố trí trên bờ.
Hayate được rút khỏi danh sách Đăng bạ Hải quân vào ngày 15 tháng 1 năm 1942.

## Danh sách thuyền trưởng
- Trung tá Taichi Miki (sĩ quan trang bị trưởng): 1 tháng 12 năm 1925 - 21 tháng 12 năm 1925
- Trung tá Taichi Miki: 21 tháng 12 năm 1925 - 1 tháng 12 năm 1926
- Thiếu tá Yoshizo Nakamaruo: 1 tháng 12 năm 1926 - 10 tháng 12 năm 1928; thăng Trung tá 1 tháng 12 năm 1927
- Lực lượng dự bị: 10 tháng 12 năm 1928 - 1 tháng 11 năm 1929
- Thiếu tá Gensuke Tsuda: 1 tháng 11 năm 1929 - 1 tháng 12 năm 1930
- Thiếu tá Matsuro Eguchi: 1 tháng 12 năm 1930 - 11 tháng 1 năm 1932
- Thiếu tá Seiki Nakatsu: 11 tháng 1 năm 1932 - 1 tháng 11 năm 1932
- Lực lượng dự bị: 1 tháng 11 năm 1932 - 15 tháng 11 năm 1932
- Thiếu tá Torajiro Sato: 15 tháng 11 năm 1932 - 17 tháng 5 năm 1933
- Thiếu tá Shigetaka Amano: 17 tháng 5 năm 1933 - 1 tháng 11 năm 1934
- Thiếu tá Giichiro Nakahara: 1 tháng 11 năm 1934 - 20 tháng 6 năm 1936
- Thiếu tá Shoichi Taguchi: 20 tháng 6 năm 1936 - 15 tháng 1 năm 1937
- Lực lượng dự bị: 15 tháng 1 năm 1937 - 13 tháng 7 năm 1937
- Thiếu tá Morishige Yamada: 13 tháng 7 năm 1937 - 15 tháng 11 năm 1937
- Thiếu tá Kenjiro Tobita: 15 tháng 11 năm 1937 - 15 tháng 12 năm 1938
- Thiếu tá Tsukazo Matsueda: 15 tháng 12 năm 1938 - 15 tháng 10 năm 1940
- Thiếu tá Minoru Nakagawa: 15 tháng 10 năm 1940 - 25 tháng 7 năm 1941
- Thiếu tá Minoru Takatsuka: 25 tháng 7 năm 1941 - 11 tháng 12 năm 1941; tử trận; được truy phong Trung tá

### Sách
- Brown, David (1990). Warship Losses of World War Two. Naval Institute Press. ISBN 1-55750-914-X.
- Devereaux, Colonel James P.S., USMC (1947). The Story of Wake Island. The Battery Press. ISBN 0-89839-264-0.{{Chú thích sách}}:  Quản lý CS1: nhiều tên: danh sách tác giả (liên kết)
- Howarth, Stephen (1983). The Fighting Ships of the Rising Sun: The Drama of the Imperial Japanese Navy, 1895–1945. Atheneum. ISBN 0689114028.
- Jentsura, Hansgeorg (1976). Warships of the Imperial Japanese Navy, 1869–1945. US Naval Institute Press. ISBN 087021893X.
- Watts, Anthony J (1967). Japanese Warships of World War II. Doubleday. ASIN B000KEV3J8.
- Whitley, M J (2000). Destroyers of World War Two: An International Encyclopedia. London: Arms and Armour Press. ISBN 1854095218.